# Zapolle (rejon lelczycki)
Zapolle (biał. Заполле; ros. Заполье, Zapolje; pol. hist. Zapole) – wieś na Białorusi, w obwodzie homelskim, w rejonie lelczyckim, w sielsowiecie Bujnowicze.